# 馬鴻銘
馬鴻銘，BBS，JP（John Ma Hung Ming，1967年—），男，香港企业家，佳寧娜控股（港交所：126），佳寧娜飲食集團創立人馬介璋之子，佳寧娜飲食集團及佳寧娜控股另一創立人馬介欽之侄，「玩具大王」蔡志明的前女婿，旭日國際董事局副主席蔡加敏前夫。

## 家庭
2007年12月27日，馬鴻銘與「玩具大王」蔡志明之長女蔡加敏於香港中文大學崇基學院禮拜堂舉行基督教結婚儀式，註冊後在沙田會所進行親友晚宴，並於12月30日早上進行中式俗禮，晚上在香港會議展覽中心舉行世紀婚宴，筵開174席，打破香港新人同晚婚宴最多席數的紀錄。2008年5月17日（即婚禮後5個半月），蔡加敏誕下7.3磅的女兒靄翹（Chelsi），證實蔡加敏是「奉子成婚」的傳言。2011年2月1日，蔡加敏剖腹誕下雙胞胎，名為誠禧（Mason）和瑋禧（Manus）。2013年6月18日於父親節在醫院順利誕下第三胎。
2021年3月5日，馬鴻銘向傳媒公佈，他與蔡加敏已分居，並正辦理離婚事宜，他們將會共同照顧兩人的子女。之後蔡加敏發聲明回應，指兩人正在處理離婚的事宜。

## 職銜
- 佳寧娜控股 副主席 兼執行董事[11]、連雲港華東國際時尚物料城董事局主席、以及若干佳寧娜企業附屬公司董事、廖創興企業獨立非執行董事丶佳寧娜深圳投資有限公司董事。

現任/ 曾任公職: 
- 前海香港商會會長
- 青年議會會長
- 香港廣東社團總會常務副主席兼義工團團長一
- 香港潮州商會第53屆會長，曾任副兼青年委員會主任委員
- 香港潮屬社團總會常務會董兼福利部主任
- 香港義工聯盟常務副主席
- 九龍社團聯會副會長
- 黃大仙區康樂體育會首席會長
- 香港九龍潮州公會副主席
- 港區省級政協委員聯誼會名譽會長
- 香港東華三院2002年至2003年度主席
- 香港東華三院顧問局成員
- 香港城市大學顧問委員會成員
- 香港友好協進會永遠名譽會長
- 中國僑聯委員
- 中華海外聯誼會理事
- 深圳海外聯誼會第六屆理事會副會長
- 深圳市僑聯副主席
- 深圳市政協常委及港澳委員會召集人[12]
- 深圳市政協港澳臺僑和外事委員會副主任
- 深圳市慈善總會副會長
- 「一帶一路」科技金融協會創會主席[13]

## 學歷
- 美國摩利臣大學榮譽哲學博士[14]
- 美國紐約大學工商管理學士 [15]
- 喇沙書院

## 榮譽
- 太平紳士
- 2003年 銅紫荊星章[16]
- 深圳市榮譽市民

## 名下馬匹
馬鴻銘是香港賽馬會的會員，自2011-2012馬季開始成為馬主，名下馬匹包括「綠豆爽」（新潮人團體名下，團體其他成員包括胡定旭、莊學山、陳幼南、廖偉麟等人）、「玉樹臨風」、「超勁火力」（玉樹臨風團體名下，與雷昌年等人合夥）。

## 相关條目
- 達成集團
- 佳寧娜飲食集團
- 馬介璋
- 蔡加敏
- 蔡志明
- 佳寧娜控股
- 喇沙書院校友列表